# Aranjuezi királyi palota
Az aranjuezi királyi palota (spanyolul: Palacio Real de Aranjuez), egy 15. századtól, a Habsburgok uralkodása idejétől a 19. századig folyamatosan épült királyi rezidencia, amely a spanyol királyok székhelyéül szolgált. A palota Aranjuez városában, Madrid tartományban, Spanyolországban található, mintegy 50 kilométerre Madrid fővárostól. Az épületegyüttes 2001 óta része Spanyolország világörökségi helyszíneinek.
A palota jelentős helyszínnek számít a spanyol történelemben, ugyanis számos nemzetközi szerződést írtak itt alá, valamint számos királyi személy születési vagy halálozási helyéül szolgál.

## Galéria

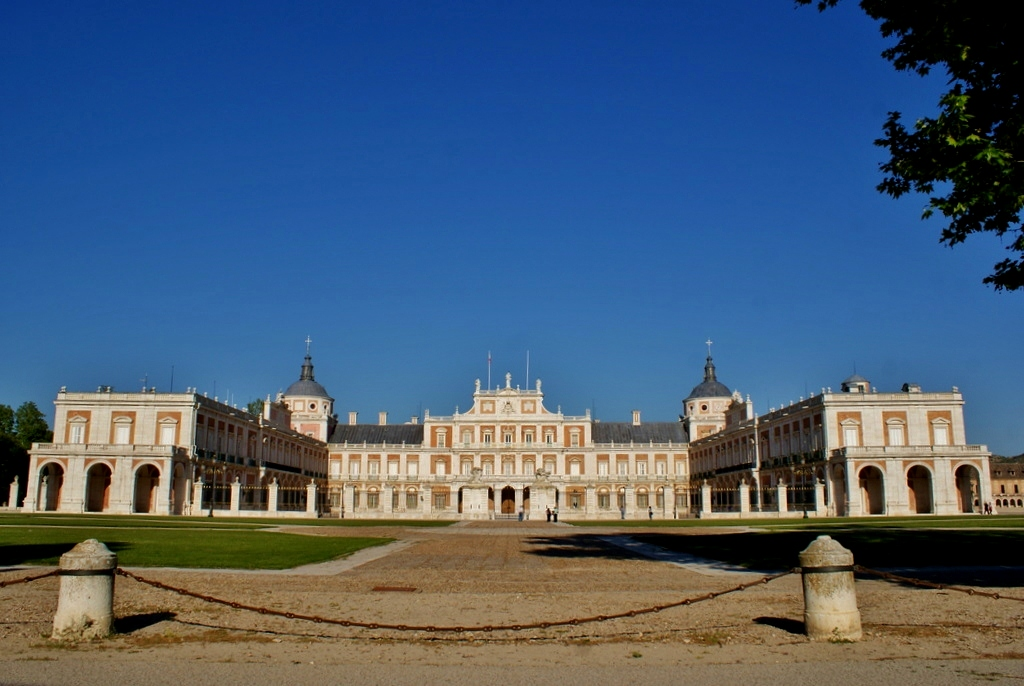
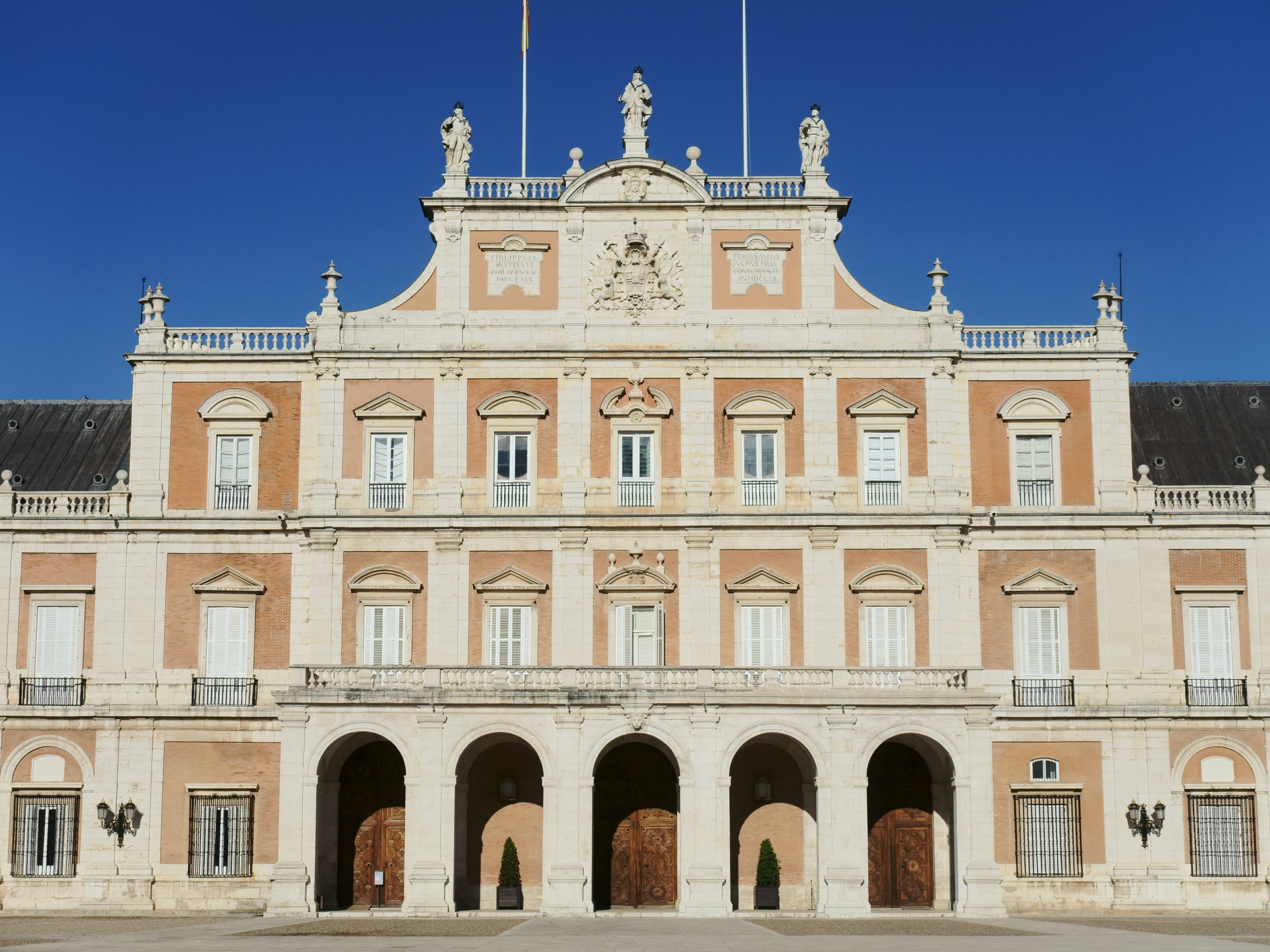
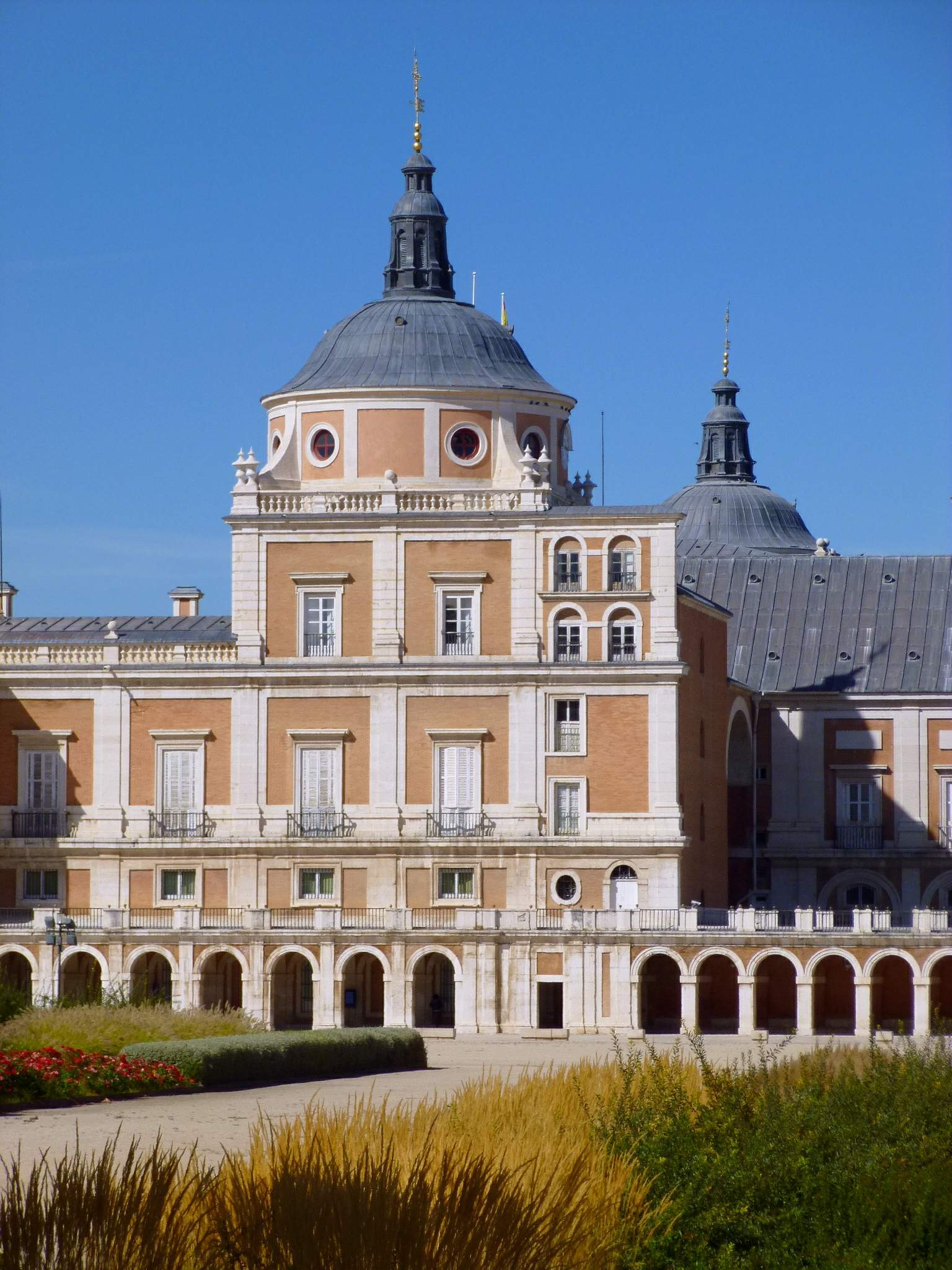
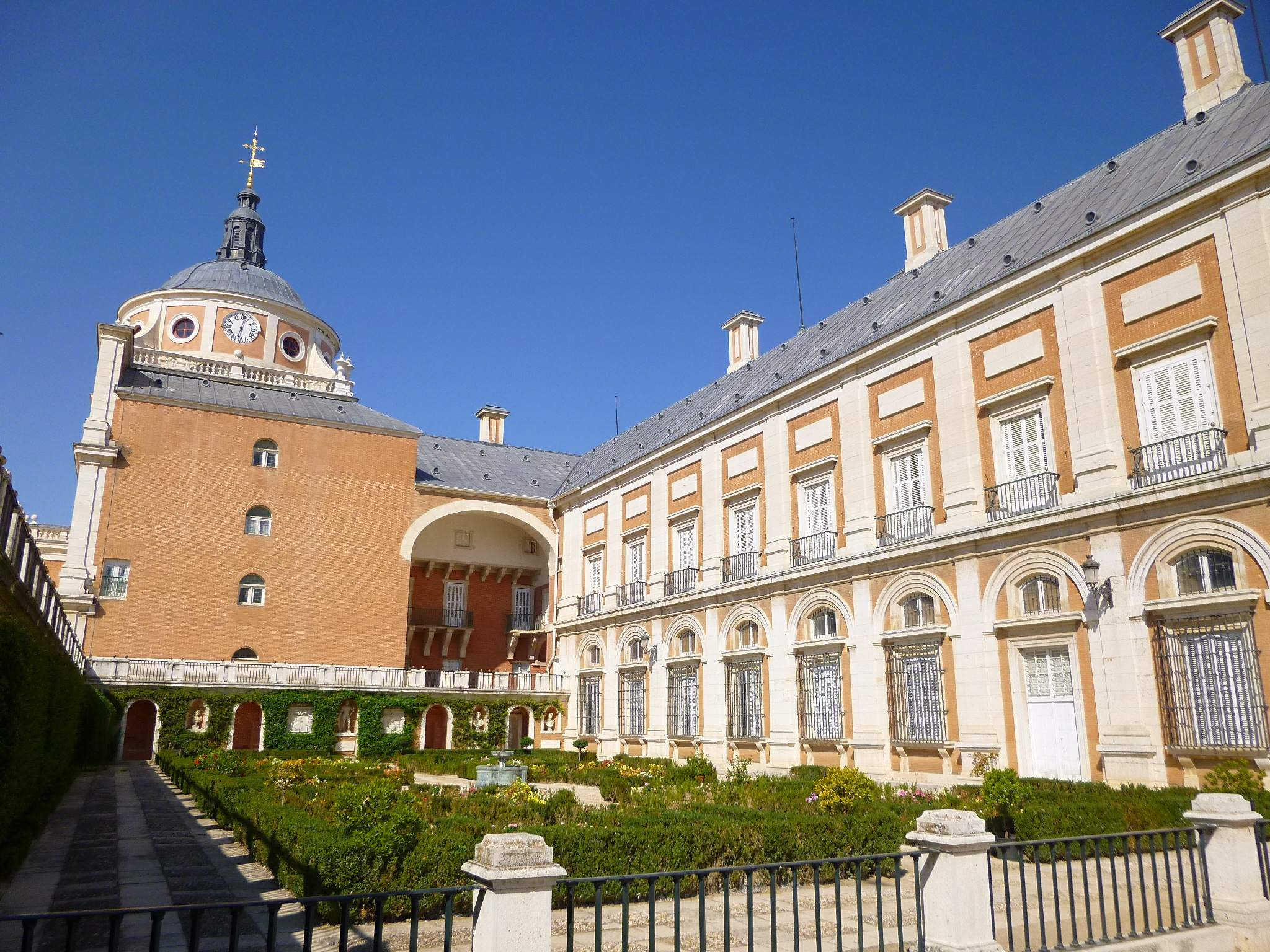
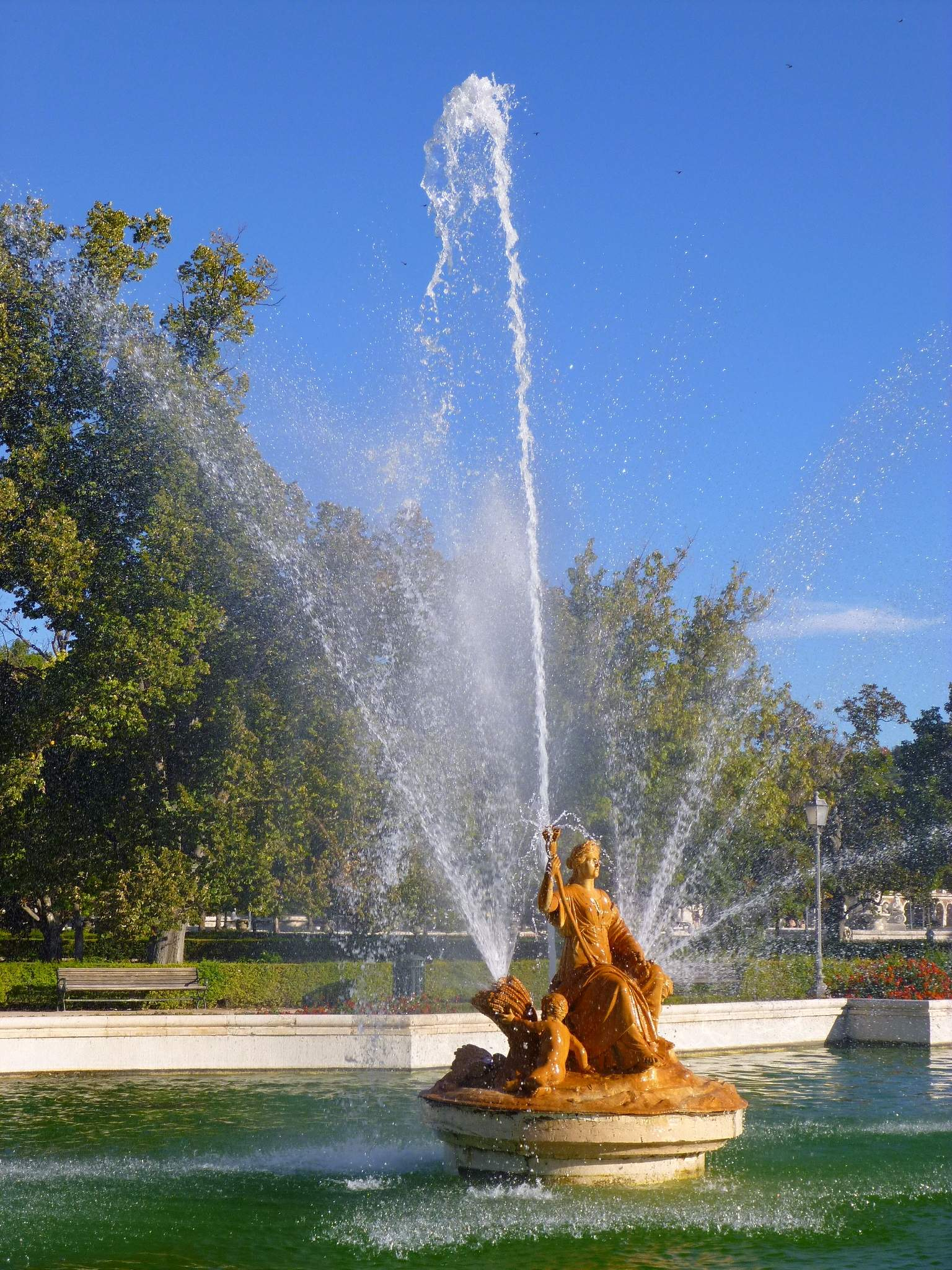
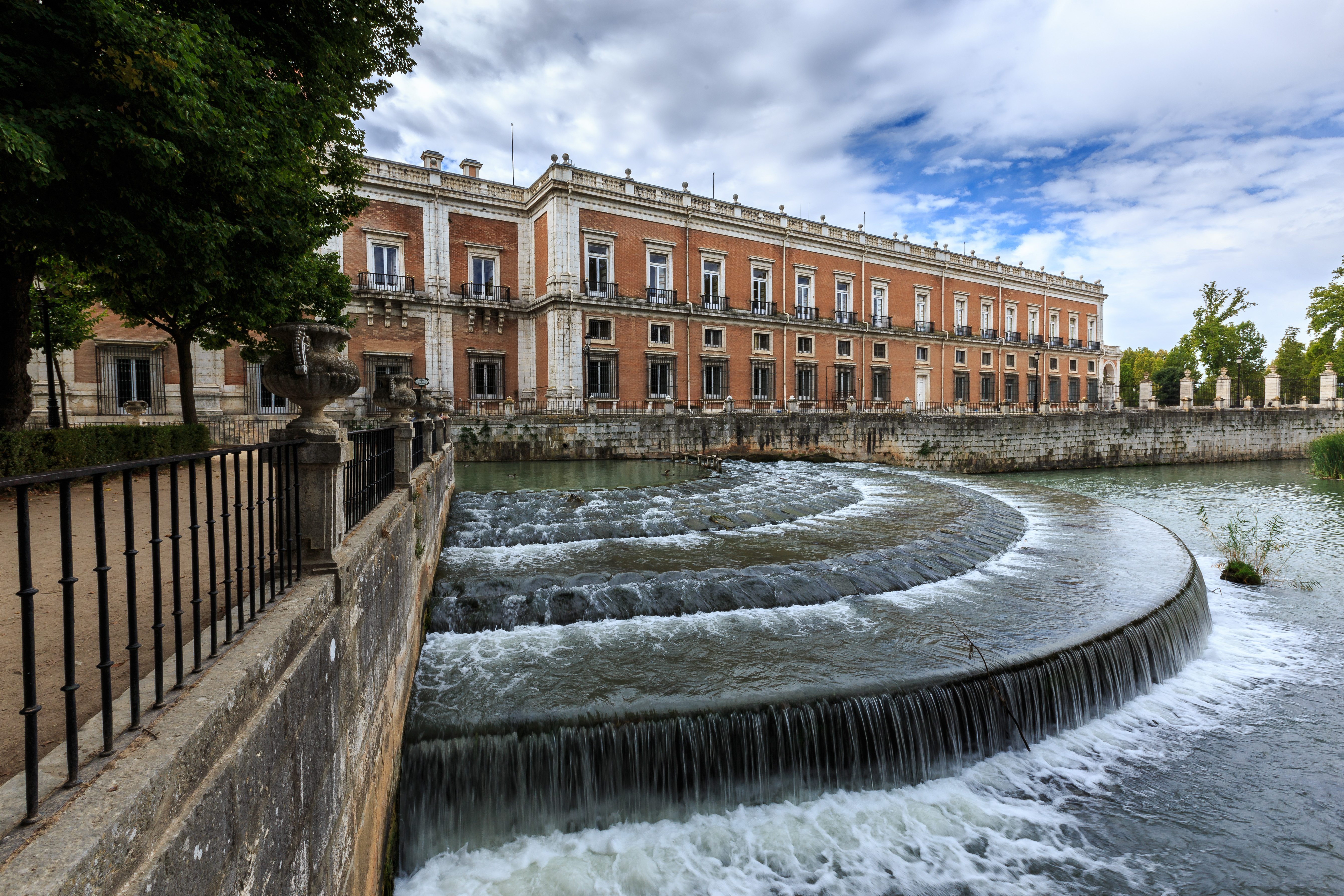
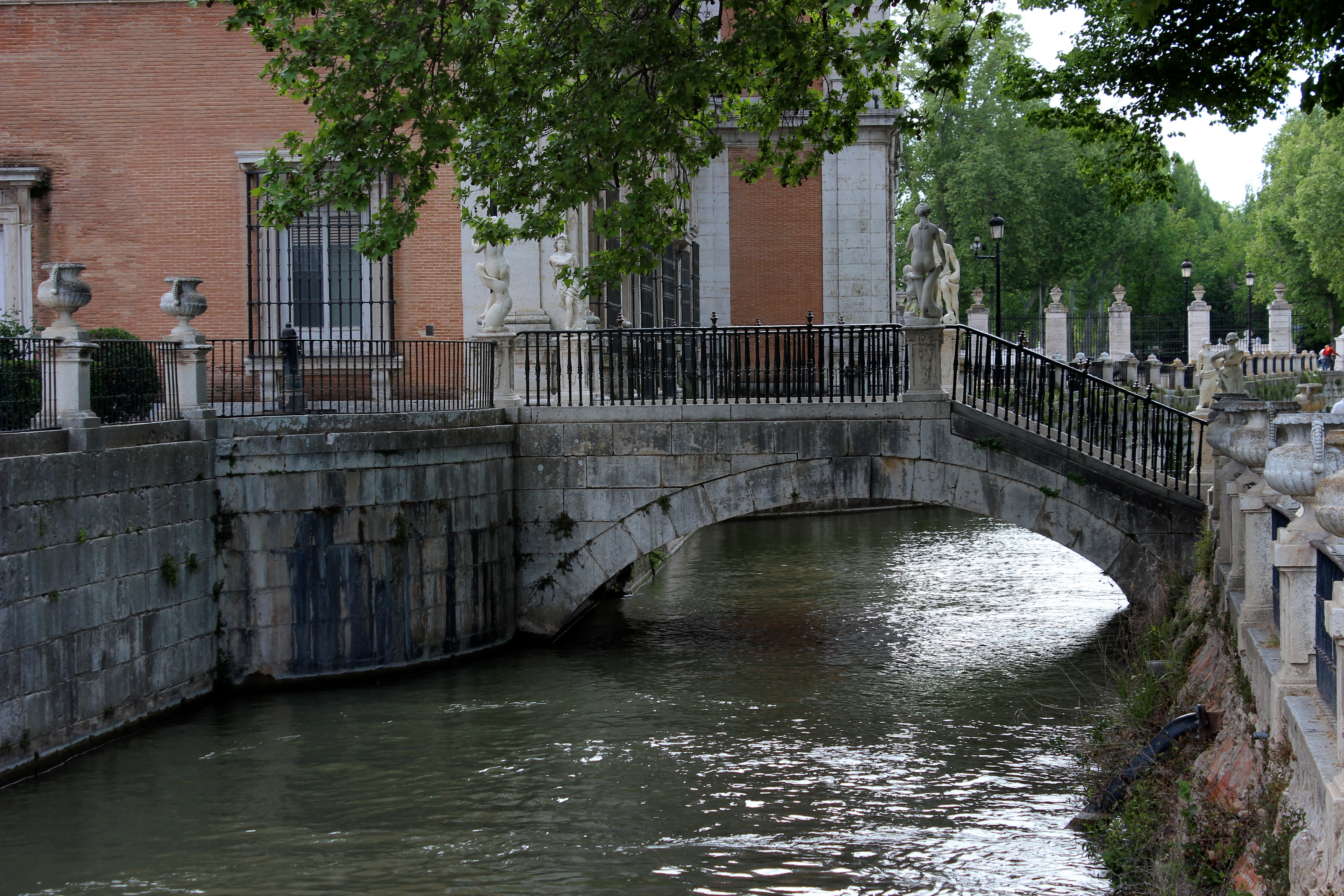
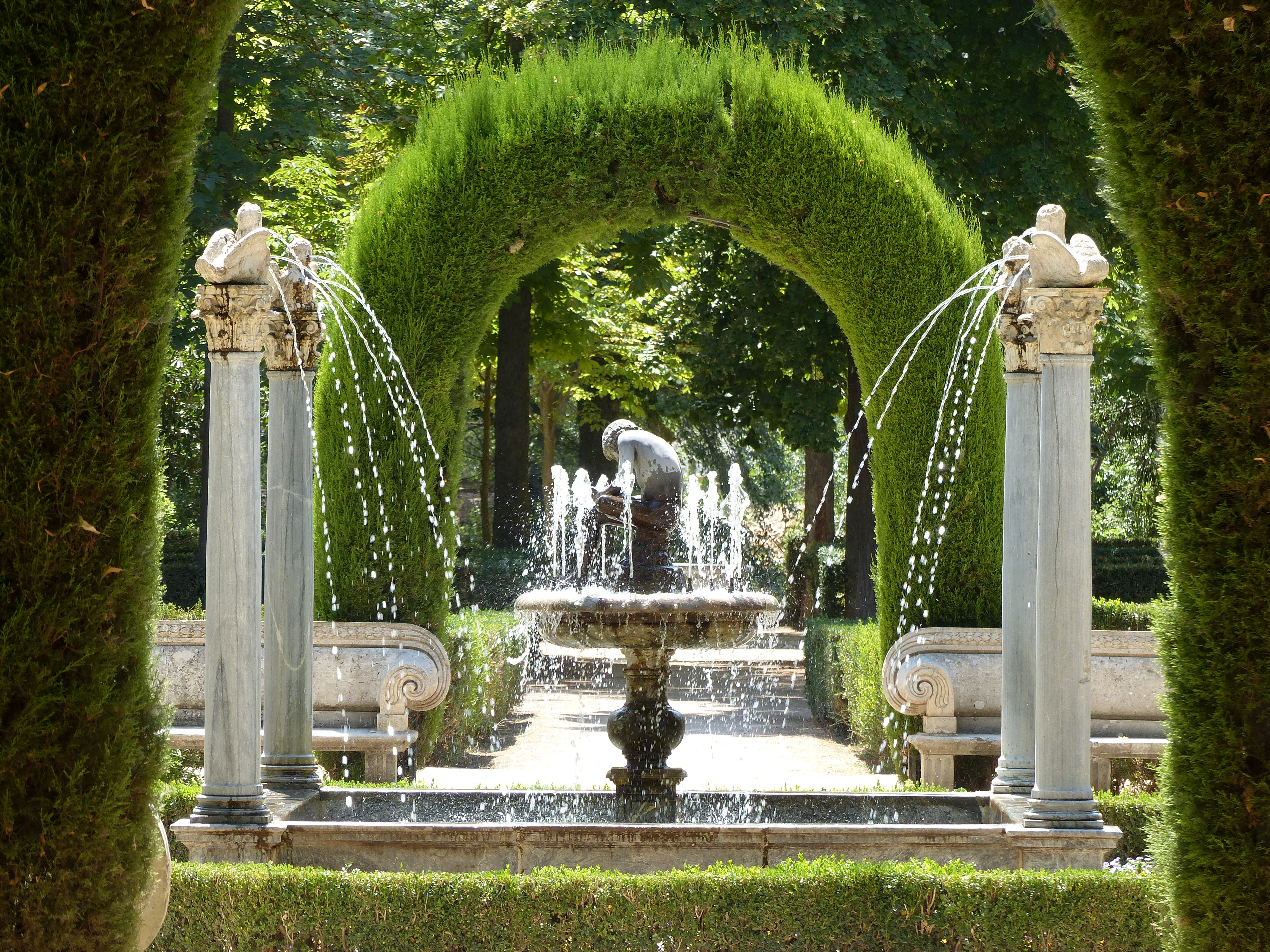

## Fordítás
- Ez a szócikk részben vagy egészben  a   Royal Palace of Aranjuez című angol Wikipédia-szócikk fordításán alapul.  Az eredeti cikk szerkesztőit annak laptörténete sorolja fel. Ez a jelzés csupán a megfogalmazás eredetét és a szerzői jogokat jelzi, nem szolgál a cikkben szereplő információk forrásmegjelöléseként.